# Association Sportive du Mont-Dore
Association Sportive du Mont-Dore é um clube de futebol de Mont-Dore, Nova Caledónia.

## Títulos[1]
- Campeonato Neocaledônio de Futebol: 4 (2002, 2005-06, 2010, 2011)

- Copa da Nova Caledónia: 3 (2006, 2008, 2009)

## Performance nas competições da OFC
- Liga dos Campeões da OFC: 2007: 3° no Grupo A